# Andrew Hjulsager
Andrew Hjulsager (* 15. Januar 1995 auf Amager) ist ein dänischer Fußballspieler. Er steht in Belgien ab Sommer 2021 beim KAA Gent unter Vertrag.

## Karriere

### Verein
Der Sohn eines dänischen Vaters und einer portugiesischen Mutter wuchs auf der Insel Amager auf und trat im Alter von fünf Jahren dem ortsansässigen Klub Fremad Amager bei. Im Alter von neun Jahren wechselte er in die Nachwuchsakademie von Brøndby IF. Am ersten Spieltag der Saison 2013/14 gab er sein Debüt im Herrenbereich, bei dem er beim 1:1 gegen den FC Vestsjælland in der 37. Minute das Tor zur 1:0-Führung erzielte. Er kam zu einem Einsatz im dänischen Pokal und zu 22 in der Liga, wobei ihm vier Tore gelangen; Brøndby IF belegte den vierten Platz. In der Saison 2014/15 spielte Hjulsager in einer Partie im dänischen Pokalwettbewerb und in 20 Partien in der Liga (vier Tore), in der Brøndby IF den dritten Platz belegte. Eine Saison später kam Hjulsager zu sechs Einsätzen in der Vorausscheidung zur UEFA Europa League und zu zwei Einsätzen im dänischen Pokal nebst 19 in der Superliga (jeweils ein Tor). In der Hinrunde der Saison 2016/17 spielte er in acht Partien in der Qualifikation zur Europa League (ein Tor) und 19-mal in der Liga (sieben Tore).
Ende Januar 2017 wechselte Hjulsager nach Spanien zu Celta Vigo und unterschrieb einen bis 2020 laufenden Vertrag. Insgesamt spielte er in der Rückrunde in sieben Partien. In der Hinrunde der Folgesaison spielte der Däne in jeweils zwei Partien in der Copa del Rey und in der Liga. Am 1. Februar 2018 ging Hjulsager leihweise zum Zweitligisten FC Granada, und kehrte am 1. Juli 2018 zu Celta Vigo zurück, konnte sich aber keinen Stammplatz erkämpfen.
Im Juli 2019 wechselte Hjulsager nach Belgien zu KV Ostende und unterzeichnete einen Zweijahresvertrag mit einer Option auf ein weiteres Jahr. In der Saison 2019/20 kam er in der höchsten belgischen Spielklasse in 19 von 29 Partien zum Einsatz und stand dabei in 16 Spielen in der Startformation. Auch wegen einer Muskelverletzung sowie auch wegen einer Gelbsperre reichte es nicht zu weiteren Einsätzen. In der Saison 2020/21 erkämpfte sich Hjulsager einen Stammplatz im Mittelfeld, als er in 37 Spielen in der regulären Saison sowie in den Europa Play-offs zum Einsatz kam und dabei – mit Ausnahme von einem Spiel – in jeder Partie in der Startaufstellung stand.
Mitte Juni 2021 wechselte er zur neuen Saison 2021/22 innerhalb Belgiens zum KAA Gent und unterschrieb dort einen Vertrag bis Sommer 2025. In seiner ersten Saison bestritt Hjulsager 24 von 40 möglichen Ligaspielen für Gent, in denen er drei Tore schoss, sowie fünf Pokalspiele und acht Spiele in der Conference League einschließlich Qualifikation. Dabei gewann er mit Gent den belgischen Pokal.
In der nächsten Saison waren es, bedingt durch Oberschenkel- und Achillessehnenprobleme nach dem Jahreswechsel, 24 von 40 möglichen Ligaspielen, in den er drei Tore schoss, sowie zwei Pokalspiele mit einem Tor, acht Spiele im Europapokal mit ebenfalls einem Tor, und das verlorene Spiel um den Superpokal. In der Saison 2023/24 wurde er bei 18 von 41 möglichen Ligaspielen eingesetzt, bei denen er zwei Tore schoss, ein Pokalspiel und zehn Spiele im Europapokal mit einem geschossenen Tor. Infolge einer Verletzung fiel er von Mitte Dezember 2023 bis Ende April 2024 aus. In der nächsten Saison waren es infolge mehrerer Verletzungen 10 von 40 möglichen Ligaspielen, ein Pokalspiel sowie ein Spiel mit der U 23-Mannschaft in der 1. Division Amateure zur Wiedereingliederung.

### Nationalmannschaft
Hjulsager absolvierte neun Partien für die dänische U-16-Nationalmannschaft, 14 Partien für die U-17, elf für die U-19-Nationalelf und fünf für die U-20. Am 14. November 2014 absolvierte er beim 2:2 im Testspiel in Prag gegen Tschechien sein erstes Spiel für die dänische U-21-Nationalmannschaft. Bei der U-21-Fußball-Europameisterschaft 2017 in Polen gehörte er zum dänischen Aufgebot und kam in allen drei Partien zum Einsatz; die dänische U-21 schied nach der Gruppenphase aus.

## Erfolge
- Belgischer Pokalsieger: 2022